# Стрибки з трампліна на зимових Азійських іграх 1990
Змагання зі стрибків з трампліна на зимових Азійських Іграх 1990 проводилися на стадіоні Окураяма, у Саппоро (Японія) 14 березня. Як демонстрація було представлено лише одне змагання — великий трамплін серед чоловіків. Медалі у цьому змаганні офіційно не зараховуються, Японія змогла завоювати всі три медалі.
Золото завоював Кадзухіро Хігаші (222,0 очок), срібло — Такуя Такеучі (221,5 очок), бронзу — Такао Ойкава (219,0 очок).

## Медалісти
| Дисципліна       | Золото                  | Срібло               | Бронза              |
| ---------------- | ----------------------- | -------------------- | ------------------- |
| Великий трамплін | Кадзухіро Хігаші Японія | Такуя Такеучі Японія | Такао Ойкава Японія |